# Glidden (Wisconsin)
Glidden ist eine Siedlung auf gemeindefreiem Gebiet im Ashland County im US-amerikanischen Bundesstaat Wisconsin. Zu statistischen Zwecken ist der Ort zu einem Census-designated place (CDP) zusammengefasst worden. Im Jahr 2010 hatte Glidden 507 Einwohner.

## Geografie
Glidden liegt im Norden Wisconsins, beiderseits des Chippewa River, einem linken Nebenfluss des Mississippi. Der Ort liegt etwa 50 km südlich des Oberen Sees, des größten der fünf Großen Seen. Die geografischen Koordinaten von Glidden sind 46°08′06″ nördlicher Breite und 90°34′43″ westlicher Länge. Der Ort bildet das Zentrum der Town of Jacobs und erstreckt sich über eine Fläche von 5,57 km².
Wenige Kilometer nördlich, nordwestlich und westlich liegt der Chequamegon-Nicolet National Forest.
Benachbarte Orte von Glidden sind Butternut (16,4 km südsüdöstlich), Shanagolden (6,1 km westsüdwestlich), Cayuga (16,4 km nordwestlich), Morse (12,2 km nordnordwestlich) und Mellen (25,7 km in der gleichen Richtung).
Die nächstgelegenen größeren Städte sind Green Bay (346 km südöstlich), Eau Claire (218 km südsüdwestlich), Minnesotas größte Stadt Minneapolis (301 km südwestlich), Duluth am Oberen See in Minnesota (171 km nordwestlich) und Thunder Bay am Oberen See in der kanadischen Provinz Ontario (476 km nordnordöstlich).
Die Grenze zu Kanada befindet sich rund 400 km nördlich.

## Verkehr
Der State Trunk Highway 13 führt in Nord-Süd-Richtung als Hauptstraße durch Glidden. Alle weiteren Straßen sind untergeordnete Landstraßen, teils unbefestigte Fahrwege oder innerörtliche Verbindungsstraßen.
Durch Glidden verläuft eine Eisenbahnstrecke der früheren Wisconsin Central, die heute zur Canadian National Railway gehört.
Mit dem Park Falls Municipal Airport befindet sich 28,6 km südsüdöstlich ein kleiner Flugplatz. Die nächstgelegenen Verkehrsflughäfen sind der Central Wisconsin Airport in Wausau (215 km südsüdöstlich) und der Duluth International Airport (180 km nordwestlich) sowie der größere Minneapolis-Saint Paul International Airport (309 km südwestlich).

## Bevölkerung
Nach der Volkszählung im Jahr 2010 lebten in Glidden 507 Menschen in 242 Haushalten. Die Bevölkerungsdichte betrug 91 Einwohner pro Quadratkilometer. In den 242 Haushalten lebten statistisch je 2,1 Personen.
Ethnisch betrachtet setzte sich die Bevölkerung zusammen aus 97,8 Prozent Weißen, 1,2 Prozent amerikanischen Ureinwohnern sowie 0,6 Prozent Asiaten; 0,4 Prozent stammten von zwei oder mehr Ethnien ab.
22,9 Prozent der Bevölkerung waren unter 18 Jahre alt, 55,6 Prozent waren zwischen 18 und 64 und 21,5 Prozent waren 65 Jahre oder älter. 52,3 Prozent der Bevölkerung war weiblich.

Das mittlere jährliche Einkommen eines Haushalts lag bei 23.750 USD. Das Pro-Kopf-Einkommen betrug 17.382 USD. 30,5 Prozent der Einwohner lebten unterhalb der Armutsgrenze.